# Vasuki

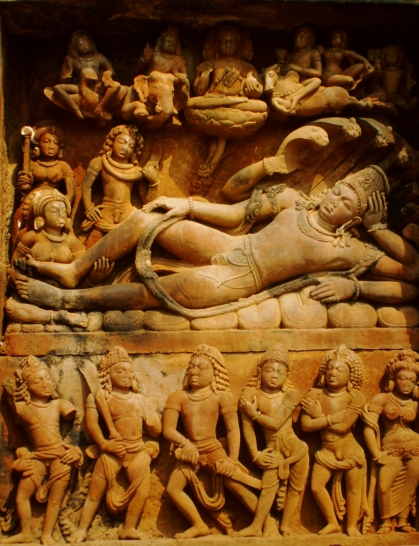
Vishnu als Narayana auf dem gewundenen Leib der Weltenschlange Ananta-Shesha, Dashavatara-Tempel, Deogarh (um 500)

Vasuki (Sanskrit वासुकि vāsuki m.) ist in der indischen Mythologie ein König der Schlangen (Nagas). Er spielt seine wichtigste Rolle im Schöpfungsmythos als Seil beim Quirlen des Milchozeans. Vasuki ist auch ein Attribut Shivas, um dessen Hals hängend er dargestellt wird.
In einer Zeit vor der Erschaffung der Welt ruhte auf dem Grund des kosmischen Ozeans die Weltenschlange Ananta-Shesha, auf der nach hinduistischen und frühbuddhistischen Erzählungen Vishnu als Narayana liegt oder sitzt. Als erster Schöpfungsakt trat aus Narayanas Bauchnabel eine Lotosknospe hervor, auf der Brahma als der personifizierte Schöpfungsaspekt Vishnus sitzt.
Die „unendliche“ Shesha mit tausend Köpfen ist Vishnu zugeordnet, Vasuki mit Juwelenkrone auf dem Haupt gehört zum Götterkreis um Shiva, in den meisten Mythenschilderungen handelt es sich jedoch nur um einen anderen Namen für dieselbe Schlange.

## Indische Schlangenkönige in Schöpfungsmythen
Unter beiden Namen ist die Schlange in ihrer ursprünglichen Eigenschaft Symbol der kosmischen Energie für den Schöpfungsakt. Dass Schlangen sich durch Häutung immer wieder erneuern, fügt sich in die Vorstellung periodisch wiederkehrender Weltzeitalter ein.

### Shesha – Vasuki

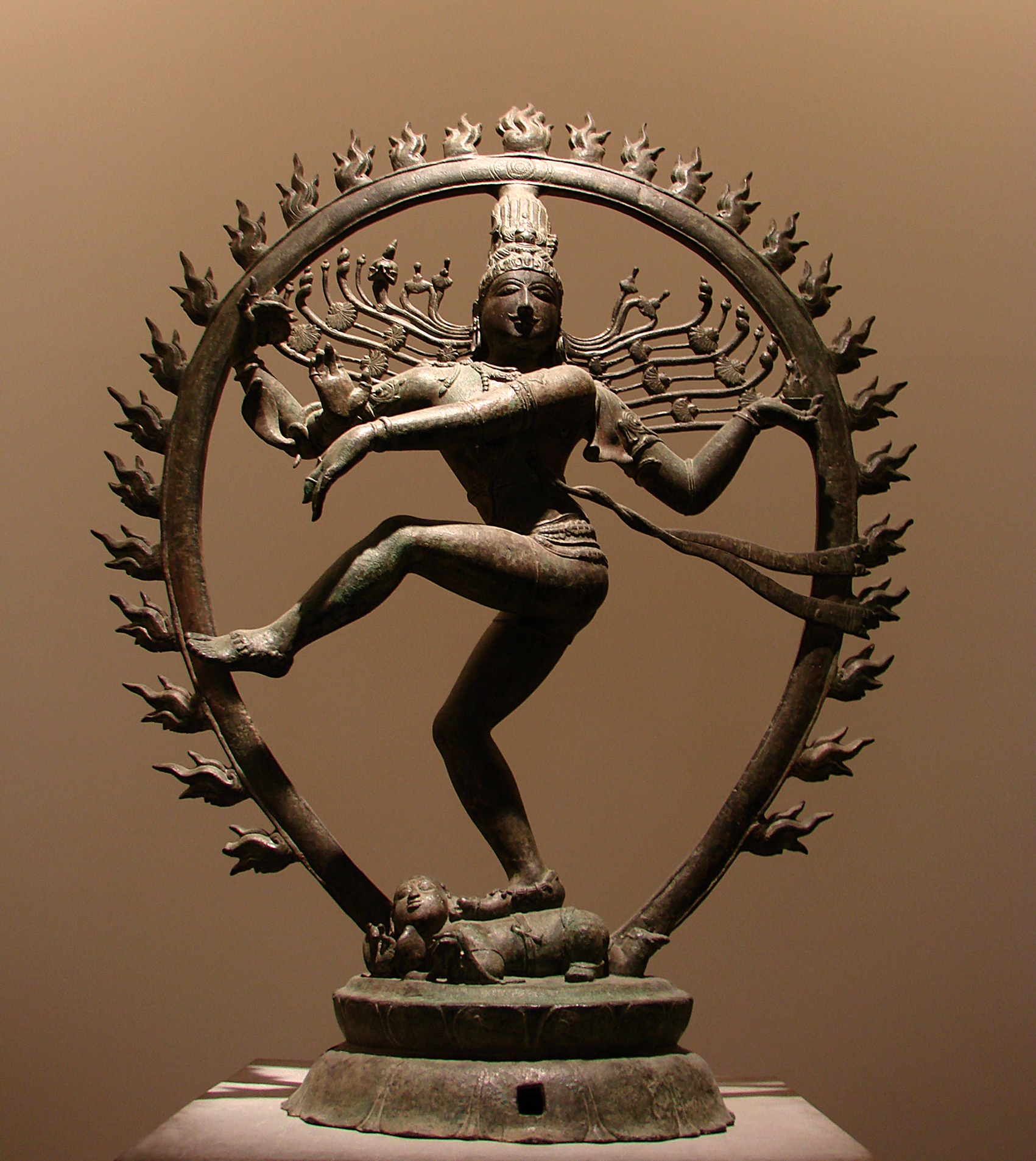
Shiva als Nataraja. Chola-Dynastie, 11. Jahrhundert. Attribute: Im Haar Flussgöttin Ganga, in der rechten oberen Hand die Sanduhrtrommel Damaru als Zeichen der Schöpfung, in der linken geöffneten Handfläche Feuer als Symbol der Vernichtung des Universums. Shiva selbst in der Mitte vereinigt die Polaritäten, er steht mit einem Fuß auf Apasmara, dem Dämon der Blindheit, der auf dem Weg zur Erlösung überwunden werden muss. Umgeben von Flammenaureole. Höhepunkt des südindischen Bronzegusses.

Es gibt einen Unterschied im Temperament der beiden Hauptgötter und der jeweiligen Schlangen, zumindest was ihr Handeln in den Schöpfungsgeschichten betrifft: Narayana ruht in Meditation versunken, quasi voraus träumend lässt er die Welt entstehen. Dazu passt die neunköpfig abgebildete Schlange Shesha („die Bleibende“, „der Rest“), die nach Erschaffung der Welt am Urgrund zurückbleibt. Mit den breiten aufgeblasenen Köpfen des Shesha werden alle nachkommenden Schlangenwesen dargestellt. Auch wenn Narayana auf Shesha als Adimurti („erste Erscheinung“) sitzt, mit den seinen Kopf beschirmenden Schlangenhäuptern strahlt er eine reife Gelassenheit aus.
Shiva trägt, vor allem in Nordindien, die Schlange als Zeichen kosmischer Energie und daraus abgeleitet als Fruchtbarkeitssymbol. Shivas Wirken entfaltet sich aber in der Bewegung, die bis zur Ekstase reichen kann, wenn er sich, um die Welt zu erschaffen, als Nataraja im kosmischen Tanz dreht. Shiva ist auch der aktiv Handelnde, wenn er beim Quirlen des Milchozeans das blaue Gift austrinkt, das Vasuki, als Seil um den Berg Mandara gewickelt, beim Gedrehtwerden ausspeit. Ausgangspunkt ist nicht die uranfängliche Einheit, sondern es sind Polaritäten, die er in sich zusammen führt. Mit Schlangen um Hals und Handgelenk verschmilzt er mit seiner Gattin Parvati zum uranfänglichen Paar.

### Abstammung der Schlangen
Die in Palästen in der Unterweltregion (Patala) lebenden Schlangen wurden wegen ihrer magischen Kräfte bereits in vorarischer Zeit verehrt. Schlangensteine (Nagakal) der Volkskulte finden sich zahlreich auf Feldern und innerhalb der Tempel der Hochgötter. Es sollen um die tausend Nagas die Patala-Region bevölkern, die alle, einschließlich Vasuku und Shesha, von Kadru, der Schlangenurmutter und Tochter des Daksha, dem ziegenköpfigen Sohn des Brahma, und dem Heiligen Kashyapa abstammen. Kashyapa ist außerdem Vater aller Devas (Halbgötter), Asuras (Dämonen) und der Menschen. Diese Abstammungsgeschichte steht im Mahabharata, für Schöpfungsmythen ist ansonsten das Vishnu-Purana am ergiebigsten, dort wird die Geschichte ähnlich beschrieben.
Wird Shesha vermenschlicht dargestellt, dann purpurfarben mit weißer Halskette und Pflug und Stößel in den Händen. Die Unterweltpaläste werden als luxuriös beschrieben, Beinamen sind Mani-mandapa („Juwelenpalast“) oder Mani-bhitti („Juwelen-umgeben“). Vasukis Krone heißt auch Mani-dwipa („Insel der Juwelen“).
Der Ursprung der Schlangenverehrung ist vorhinduistisch und reicht in die Industalkultur zurück. In Mohenjo-Daro wurden Siegel mit Schlangen als Adoranten gefunden. Auf Siegeln dieser Zeit, Mitte 3. Jahrtausend v. Chr., ist auch Pashupati („Herr der Tiere“) zu sehen, der bis heute in Nordindien und Nepal verehrt wird und neben den vedischen Göttern Rudra („Sturmwind“) und Agni („Feuer“) Vorläufer von Shiva war. Der mit Stierhörnern auf dem Kopf ausgestattete Pashupati sitzt in der Mitte zwischen kleineren Tieren und wird eingerahmt von zwei gekrümmten Schlangen.

### Wasserelement
Einer der acht Weltenhüter ist Varuna, der zur vedischen Frühzeit die himmlischen Wasser verkörperte und später zum Meeres- und Regengott wurde. In dieser Eigenschaft sind seine Attribute Lotos, Muschel und Schlange, mit denen allgemein das Element Wasser symbolisiert wird.

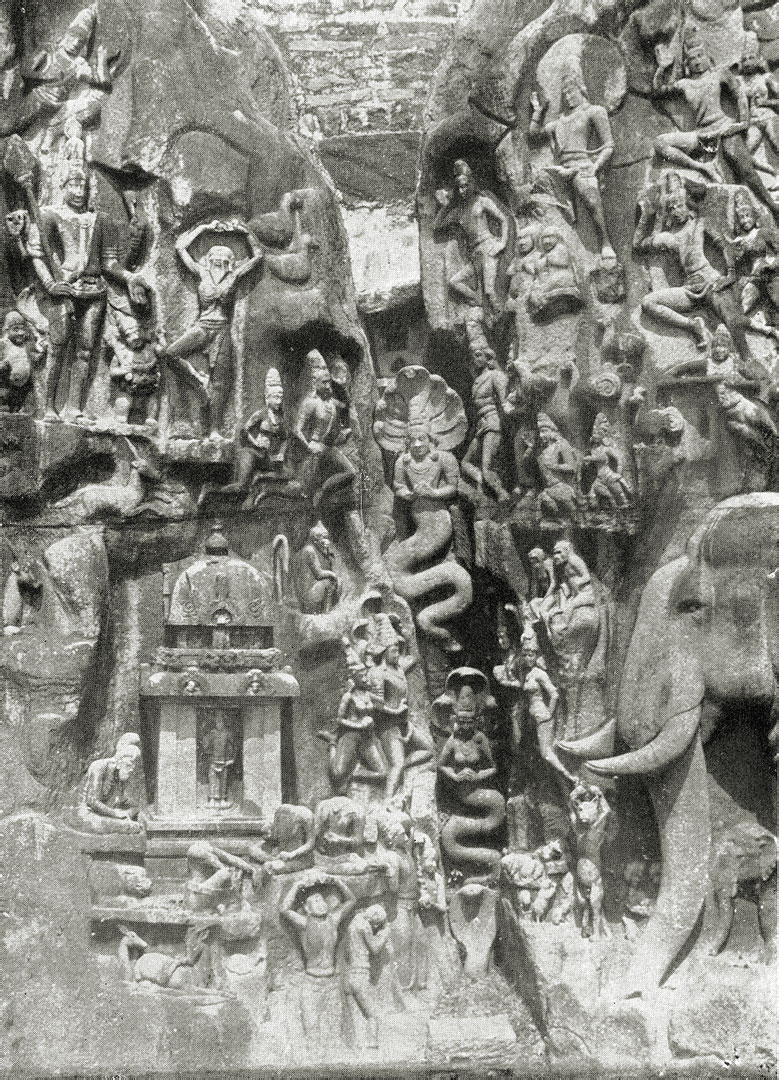
Herabkunft der Ganga. Mahabalipuram, 7. Jahrhundert. Natürliche Felsspalte in der Mitte des 14 m hohen und 32 m breiten Granitfelsens. Insgesamt über 100 Figuren. Links quadratischer Vimana-Tempel, darüber Arjuna (laut Mahabharata) oder Bhagiratha (laut Ramayana) in Askese, daneben Adoranten im Knieflug, rechts weitere Schlangen in Anbetungsgeste

Eines der größten Flachreliefs Indiens wurde im 7. Jahrhundert im südindischen Mahabalipuram aus einer Felswand gemeißelt und heißt „Arjunas Buße“, weil es den Helden aus dem Mahabharata asketisch auf einem Bein stehend zeigt, oder „Herabkunft der Ganga“, weil derselbe Asket als König Bhagiratha interpretiert wird. In einer alten Zeit hatte sich die heilige Ganga in den Himmel zurückgezogen. König Bhagiratha verließ sein Reich, begab sich in den Himalaya und nach tausendjährigem Verharren in dieser Stellung hatte er bei Brahma gezwungenermaßen einen Wunsch frei. Er wünschte sich das Wasser der Ganga wieder auf die Erde, um den Bestattungsritus an seinen Ahnen endlich vollziehen zu können. Die Ganga floss mit solcher Wucht an der 32 Meter langen Felswand herab, dass die Wassermassen nur von Shivas Haaren gebremst werden konnten. Eine Felsspalte in der Mitte zeigt Ganga, symbolisiert durch den riesigen Schlangenkönig mit menschlichem Oberkörper und Kobrahaube. Wie er sich nach oben windet, folgt ihm seine etwas kleinere Gefährtin, die Schlangenkönigin (Nagini). Darunter erhebt sich noch eine weitere Schlange.
Schlangen erscheinen zu Beginn der Regenzeit. Wasser und die Erde, aus der sie hervorkriechen, verweisen auf Fruchtbarkeit. Deshalb stehen die Nagakals, Votivsteine, die Schlangenreliefs wie beispielsweise zwei zopfartig symmetrisch angeordnete Schlangen oder ein personifiziertes Schlangenpaar zeigen, an Seen, unter Bäumen oder in Außenbereichen von Tempeln, die von Frauen mit Kinderwunsch aufgesucht werden. Zahlreiche Tempel wurden an Seen oder Quellen errichtet, ein Teil derselben wurde zu überregionalen Pilgerzentren. Die Schlange gelangte als Wortbestandteil „Naga“, „Nag“ in die Namen indischer Städte. Im indischen Volkskult bleibt mit dem Schlangenpaar ein Mythos lebendig, der schon im 3. Jahrtausend v. Chr. im Industal und auch im Zweistromland bekannt war.

#### Vishnu als Eber
Durch Negation entstehen Paare als Gegensätze, die als Gegenkräfte wirksam werden. Der welttragenden Shesha steht eine urplötzlich die Ordnung aufbrechende Riesenschlange gegenüber. Zu Beginn des derzeitigen Weltzeitalters riss diese Schlange die von Brahma eben erst fertiggestellte Erde in den Urozean hinunter. In der nun folgenden Geschichte soll Vishnu Schöpferkraft über Brahmas Welt verliehen werden, es ist einer der zahlreichen Taucher-Mythen. Der Brunnen, aus dem etwas herauf gehoben werden musste, ist hier der Urozean, an dessen Grund Vishnu in Gestalt des Ebers Varaha die Schlange überwältigte. Dadurch befreite er die Erde und brachte sie zur Oberfläche zurück. Es gibt die gleiche Welt unter negativen Vorzeichen, durch deren Vernichtung ein neues Zeitalter beginnen kann.
Tempelreliefs zeigen zumeist eine andere Version der Geschichte: Varaha vernichtet anstatt der Schlange den Dämon Hiranyaksha, der besiegt unter seinen Füßen zu liegen kommt. Auf seinen Hauern trägt der Eber die Erde als zierliche Frauenfigur Bhu-Devi.

#### Vishnu als Fisch
Eine Version des Sintflut-Mythos wird im Matsya-Purana geschildert. Noah entspricht hier Manu Satyavrata. Der erste Mensch bekam den kleinen Fisch Matsya, eine Gestalt Vishnus, in seine Hände. Er zog ihn in immer größeren Krügen auf und musste ihn, weil er so groß geworden war, zuletzt dem Ozean übergeben, wo Matsya zu einem Riesenfisch heranwuchs. Matsya sagte die Sintflut voraus, vor der Satyavrata mit den Seinen, allen Tieren und mit Saatgut in ein Schiff flüchtete. Matsya zog mit Vasuki als Seil das Schiff zum Berg Kailash. Als Flutbringer und Gegenspieler Vishnus trat der Dämon Hayagriva auf, der von Matsya vernichtet werden musste. Die Herabkünfte Vishnus in zehn verschiedenen Gestalten, deren erste Matsya ist, haben vornehmlich die Aufgabe, die Ordnung der Welt oder der Menschen wiederherzustellen.

### Milchozean

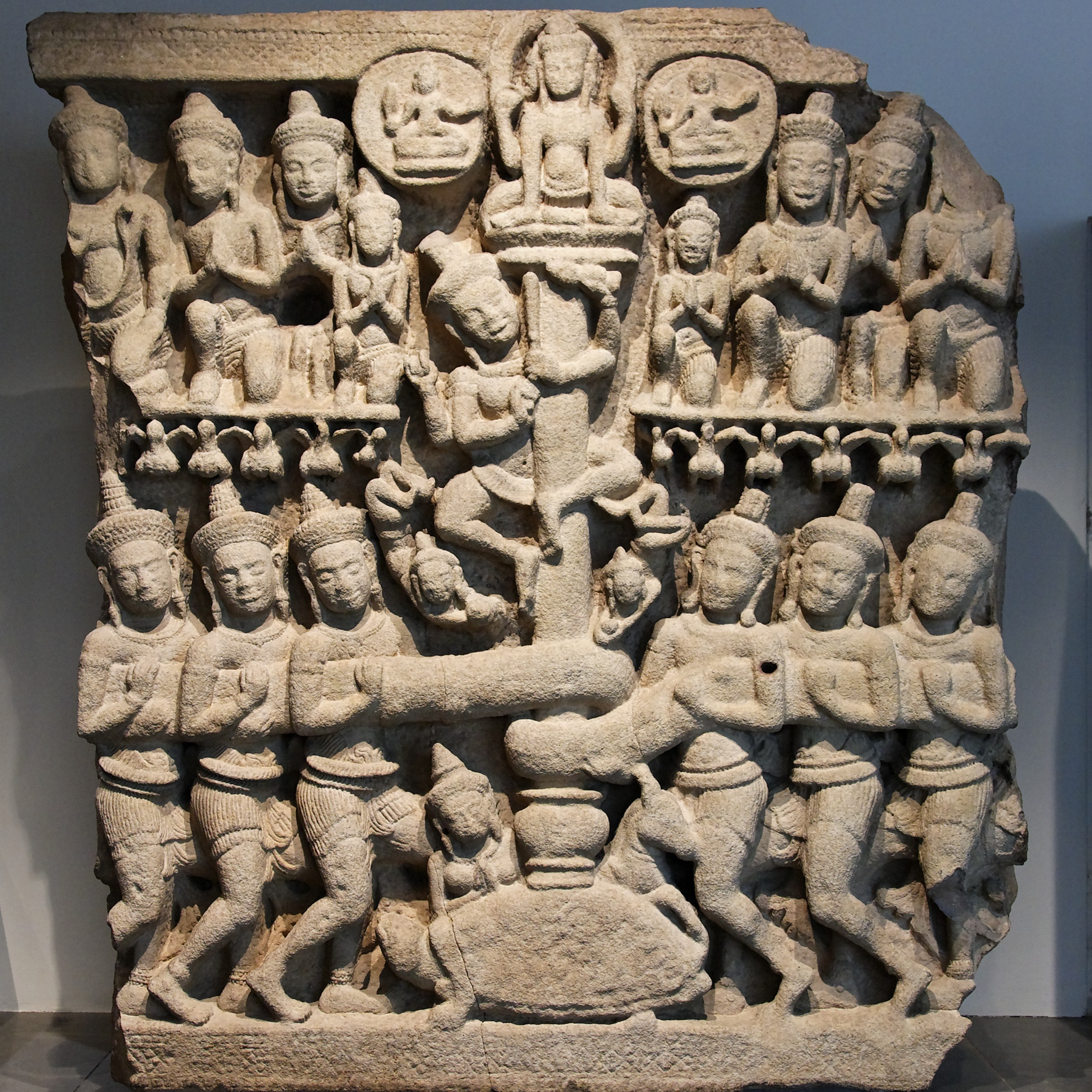
Quirlen des Milchozeans, Phnom Da, Kambodscha

Die bekannteste Verwendung Vasukis als Seil ist in der Schöpfungsgeschichte vom Quirlen des Milchozeans, die in Variationen in den wichtigsten heiligen Schriften erwähnt wird. In seiner zweiten Herabkunft als Kurma musste Vishnu in den Urozean abtauchen, um den Berg Mandara zu heben und ihm festen Halt zu verleihen. Es ist der Kampf zwischen Göttern (Suras) und Dämonen (Asuras) um die Vorherrschaft in der Welt, im Einzelfall wird um den Unsterblichkeitstrank Amrita gestritten, der zur Sicherung dieser Vorherrschaft notwendig ist. Um aus dem Milchozean Amrita zu gewinnen, zogen die Parteien im Wechsel an beiden Enden des als Seil um den Berg geschlungenen Vasuki. Der Berg drehte sich. Vom Quirlen überanstrengt spie die Schlange das blaue Gift Halahala, das begann beide Parteien zu lähmen und blind zu machen. Weil Shiva zur Errettung von Göttern und Dämonen das Gift in einer Schale sammelte und trank, bekam er den Beinamen Nilakantha („blaue Kehle“). In seiner rechten unteren Hand hält er noch die Giftschale. Am Ende der Geschichte wurden 14 Kostbarkeiten aus dem Milchozean gewonnen, die die Götter später brauchen werden. Die Dämonen waren degradiert, da ihnen das Amrita vorenthalten werden konnte, und die Welt war im Gleichgewicht.
Kambodscha stand ab dem 4. Jahrhundert unter indischem Einfluss. Vom 7. Jahrhundert bis zum Untergang des Khmer-Reichs wurde, häufiger als in Indien, die Geschichte vom Quirlen des Milchozeans an Tempelfassaden in Stein gehauen. Keine Darstellung ist eleganter und in den Details aufwändiger als das fast 50 Meter lange Relief am Angkor Wat aus dem 13. Jahrhundert. Auf dieser Länge wurden 91 Dämonen und gegenüber 88 Götter untergebracht, die einen halten das Kopfende, die anderen den Schwanz fest umklammert.

## Vasuki als Beschützer

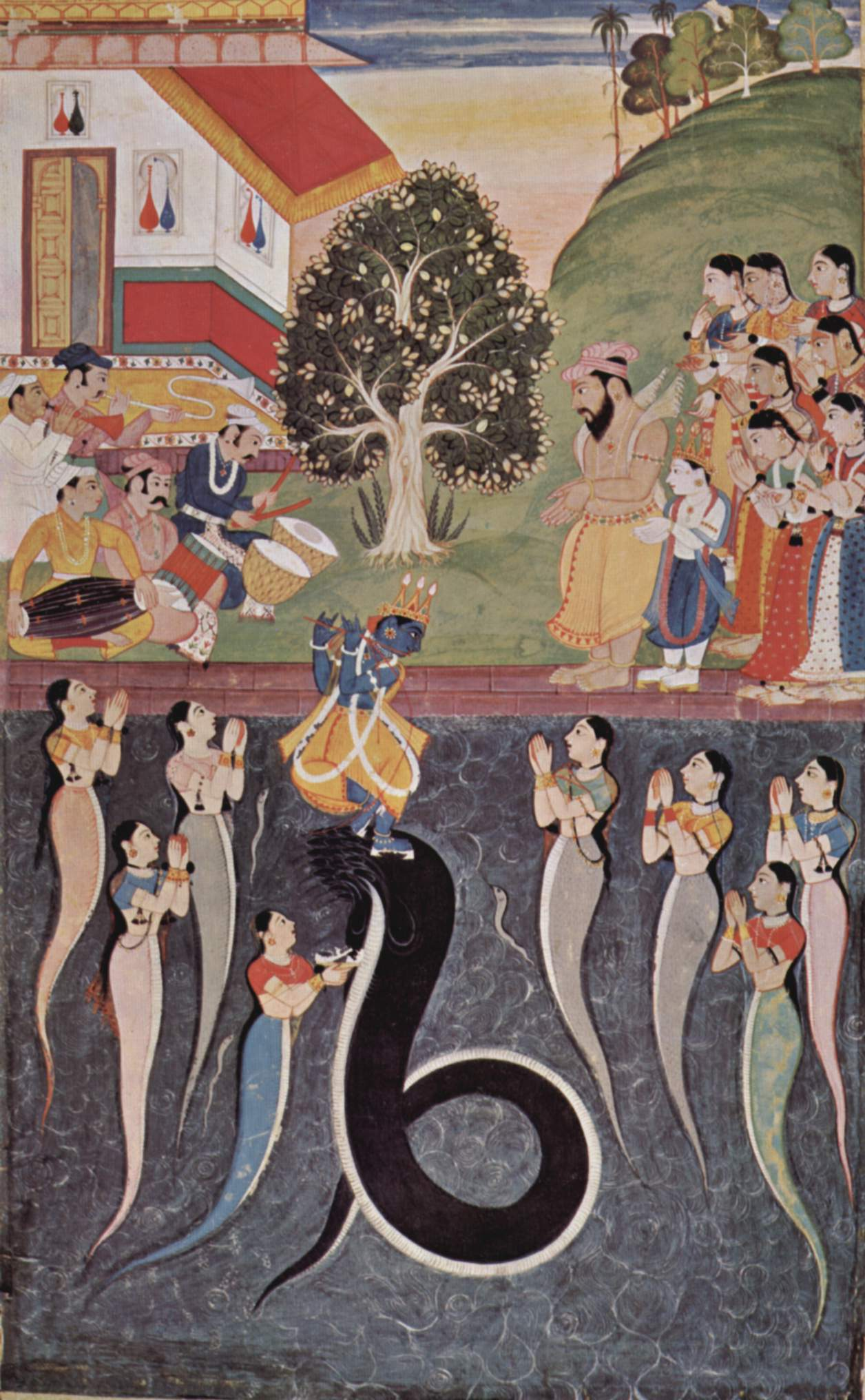
Krishna tanzt auf den fünf Köpfen des Schlangendämons Kaliya, den er zuvor bezwingen musste, geehrt von Naginis (Schlangendamen) anstelle der sonst üblichen Gopis (Hirtinnen). Einer der Scherze des jugendlichen Krishna. Obere Hälfte Palastszene mit Lebensbaum. Entstanden unter Mogul-Einfluss. Miniatur in Manuskript des Bhagavata-Purana. Bundi-Schule um 1640. Rajasthan

Vorsichtig ist der Umgang mit der kosmischen Schlange im praktischen Alltag. Im Bau eines Hauses wird die Weltschöpfung wiederholt. Mit der Befestigung des Baugrundes (der Erde) muss die Schlange festgehalten werden, die im Chaos liegend die Welt trägt. Damit die Schlange Nagabandha gebannt wird, die sich im Boden unter dem Bauwerk im Jahresverlauf um sich selbst dreht, und damit zunächst Ordnung entsteht, werden Rituale vollzogen. Dann sorgt die Schlange für gute Verbindung zwischen Unter- und Menschenwelt.
Die achte Herabkunft Vishnus ist die dunkelhäutige Menschengestalt des Krishna, der sich in seinen späteren Jahren vor der großen Schlacht, die in der Bhagavad Gita geschildert wird, als der Göttliche zu erkennen gibt. Im 10. Kapitel offenbart Krishna dem zuhörenden Arjuna in einer Aufzählung das Wichtigste der Welt als Teil seiner selbst und seiner Schöpfung. Er nennt die Gestirne, den Weltenberg (Meru), Götter (Suras), Dämonen (Asuras), auch den ersten Elefanten Airavata und in Vers 28 hebt er von den Schlangen besonders Vasuki hervor.
Die Bedeutung, die den Schlangen zukommt, begünstigt ihre Aufgabe als verantwortungsvolle Wächter. Torwächter (Dvarapala) an Tempelportalen können furchteinflößende Riesen mit hervortretenden Augen sein, wie sie zwischen Indien und Bali den heiligen Bereich mit einer Keule in der Hand bewachen.

### Im Buddhismus

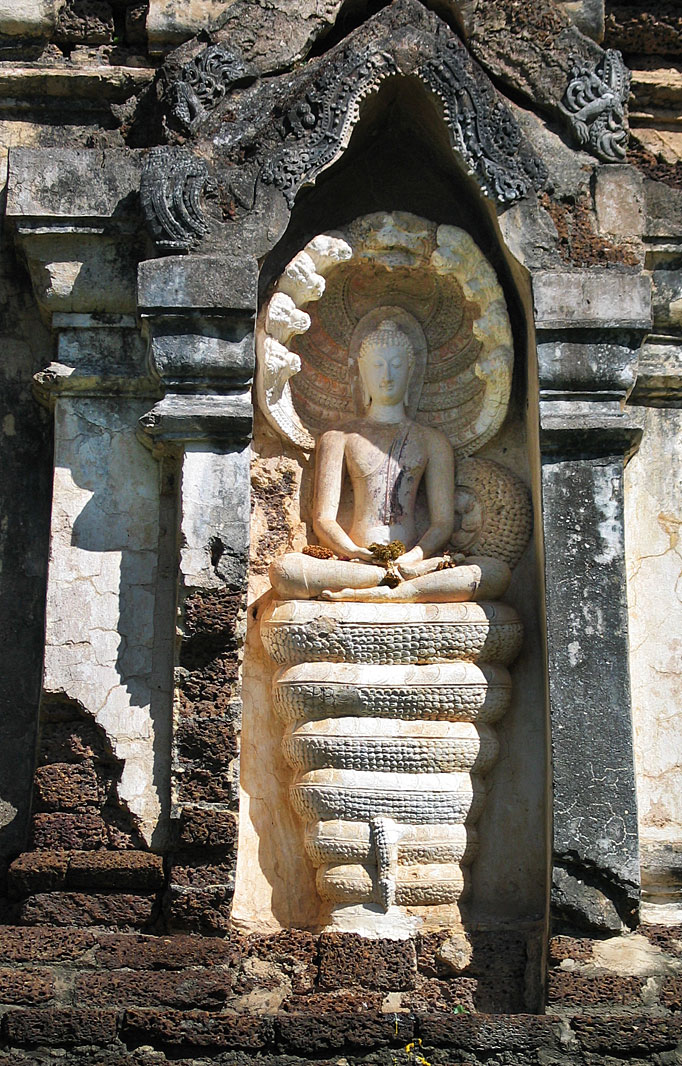
Meditierender Buddha, von Muchalinda bewacht. Wat Chedi Chet Thaeo, Si Satchanalai, 14. Jahrhundert. Thailand. Sukhothai-Stil

Weniger martialisch, dafür gelassener und mit Hingabe bewachen paarweise Schlangen die Portale. Mit dieser Eigenschaft tauchten sie, wie bereits erwähnt, erstmals auf Siegeln von Mohenjo-Daro auf und konnten sich von Anfang an in der neuen Religion des Buddhismus einfügen. Als Sinnbild für Fruchtbarkeit und Wächter der irdischen Gewässer gelten personifizierte Schlangen am Aufgang zur frühbuddhistischen Ruanweli-Dagoba in der Stadt Anuradhapura (Sri Lanka), die um 400 v. Chr. gegründet wurde. Schlangen verehrten, dienten und bewachten den Erleuchteten.
Die buddhistische Legende nennt einen Schlangenkönig Muchalinda, eine riesige Schlange, die zwischen Wurzeln auf dem Erdboden lebte. Als Muchalinda einen ungewöhnlichen Sturm am Himmel auftauchen sah, machte er sich zum meditierenden Buddha auf, umschlang ihn siebenmal mit seinem Leib und schützte dessen Kopf mit seiner Schlangenhaube. Als nach sieben Tagen Sturm und Regen aufhörten, verwandelte sich der Schlangenkönig in einen sich vor Buddha ehrfurchtsvoll verneigenden jungen Mann. Daraus wurde das in der buddhistischen Khmer-Kunst ab dem 9. Jahrhundert oft exquisit gestaltete Motiv des sitzenden Buddha auf der Schlange.
So sitzend und von sieben Schlangenköpfen beschirmt wird auch Nagarjuna dargestellt, der nach der Legende durch Schlangenkönige eingeweiht, im 2. Jahrhundert die Lehre des Mahayana-Buddhismus einführte. Sein ursprünglicher Name Arjuna wurde im Verlauf der Mythologisierung mit dem „Naga“-Zusatz ergänzt.
Das Naga-Königreich in der Unterwelt, von dem im buddhistischen Bhuridatta-Jataka erzählt wird, ist als so luxuriös geschildert, dass der Gegensatz zur Askese, die der Nagaprinz Bhuridatta in der Einsamkeit vorzieht, umso deutlicher wird. Die Geschichte selbst ist ausschweifend, Vorlage für Wandmalereien in thailändischen Wats und zeigt als Moral die Friedfertigkeit und Hingabe der Schlangen zum Buddha. Der Ameisenhügel, auf den sich Bhuridatta zur Meditation zurückzieht, bezeichnet ansonsten den Einstieg ins unterweltliche Schlangenreich. Schlangen waren gern gesehene Gäste bei Buddhas Predigten.
Bewachend und zugleich auch repräsentativ wurden diese Schlangen zu langen Naga-Balustraden, wie sie die Zugangswege der buddhistischen Tempelanlagen von Angkor Thom und Preah Khan säumen. Mit ebenso aufgerissenen Mäulern flankieren Schlangen die Treppenaufgänge der verschiedenen Gebäude in thailändischen und laotischen Wats. Allerdings sind sie bei letzteren mit dem chinesischen Drachensymbol verschmolzen.

### Im Jainismus
Obwohl der Buddhismus als Reformbewegung gegen die hierarchischen Strukturen des hinduistischen Götterhimmels und des weltlichen Kastensystems antrat und auch den Opferkult ablehnte, wurden altindische Mythen im neuen Glauben unverändert eingebaut oder angepasst. Gleiches gilt für den Jainismus. Der historische Gründer Mahavira und seine 23 mythologischen Vorläufer (Tirthankaras – Furtbereiter) werden stets nur als stehend oder im Lotossitz verweilend dargestellt, nackt oder wenig bekleidet. Häufig werden sie gestützt und beschützt von einer am Rücken sich hochwindenden Schlange und überragt von einem breit aufgespannten Schlangenkopf, der Nimbus und buddhistischen Ehrenschirm zugleich vertritt.
Zur Bedeutung der Schlangen im Jainismus sei am Rande auf ein altes Brettspiel verwiesen, das im 16. Jahrhundert unter dem Namen Gyanbazi erstmals als Jain-Version auftauchte.

## Erweiterungen

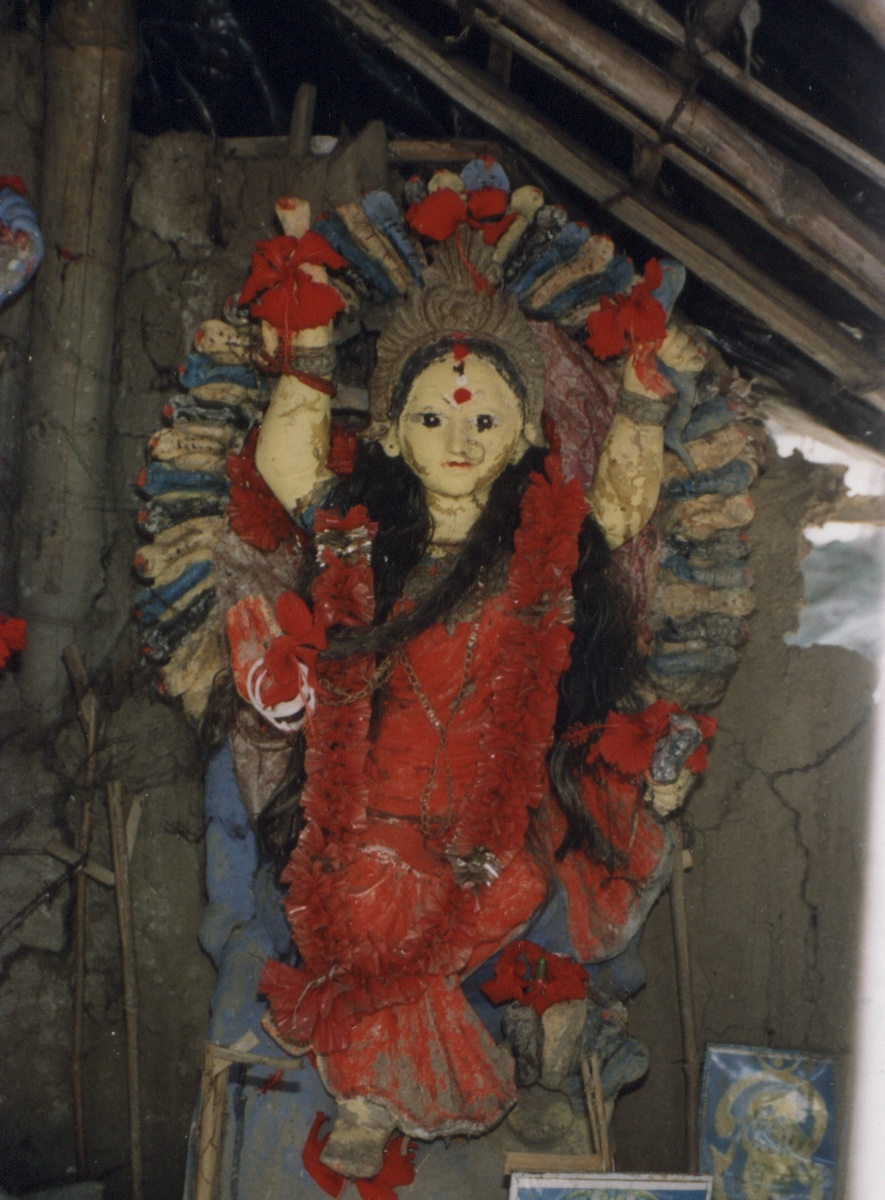
Manasa. Lehmfigur unter Überdachung. Sundarbans, West-Bengalen

- Vasukis Schwester in den Puranas ist Manasa, eine hinduistische Volksgöttin aus dem Nordosten Indiens. Ihr buddhistisches Gegenstück heißt Janguli. Dargestellt wird sie als hellhäutige Frau mit rotem Sari, die auf ihrem Vahana, einer Schlange steht. In ihrem gütigen Aspekt bewahrt sie die Menschen vor Schlangenbissen (Beiname: Vishahara – Giftzerstörerin) und wird deshalb meist auf dem Land mit kleinen Lehmfiguren verehrt.[11] Hinzu kommt der für Schlangen übliche Aspekt der Fruchtbarkeit. Gelegentlich wird sie als Tochter Shivas mit einer ungenannten Sterblichen angesehen, aus der Ablehnung durch Stiefmutter Parvati resultiert dann ihre aufbrausende und destruktive Seite. Sollte ihr ein Auge fehlen, wurde es von der Stiefmutter ausgebrannt. Im Mahabharata wird ihre Heirat mit dem Asketen Jagatkaru erzählt, aus welcher Verbindung Sohn Astika hervorging, der das Leben der Schlange Takshaka rettete, ein Schlangenkönig ist und im Mahabharata als Gegner der Pandavas eine wichtige Rolle spielt.
- Airavata: Zur mythologischen Beziehung von Schlangen und Elefanten.
- Das Thema der Buddha beschützenden Schlange hat mit Muchalinda angefangen. Auch im tibetischen Buddhismus sitzt Buddha als Nagaraja („Schlangenkönig“) in Meditationshaltung auf einer Schlange.[12] Der Gegenspieler des Buddha Manjushri, der zornige Nagaraksha („Schlangendämon“), sitzt mit seinem Schlangenunterleib ebenfalls auf einer Schlange.[13]
- Im Mahayana-Buddhismus gibt es acht große Naga-Könige, die zu Buddhas Zuhörerschaft zählten. Einer davon heißt Vasuki. In acht Drachenkönige (japanisch Hachi Ryūō) verwandelten sie sich in chinesischen und japanischen Geschichten.[14]
- Kundalini: Der vorderasiatische Volkskult der Schlangen als Symbol für Fruchtbarkeit und Lebenskraft, in Indien erstmals im Atharva-Veda erwähnt, wurde über den Tantrismus zu einem zentralen Teil der neuen Esoterik.

## Literatur

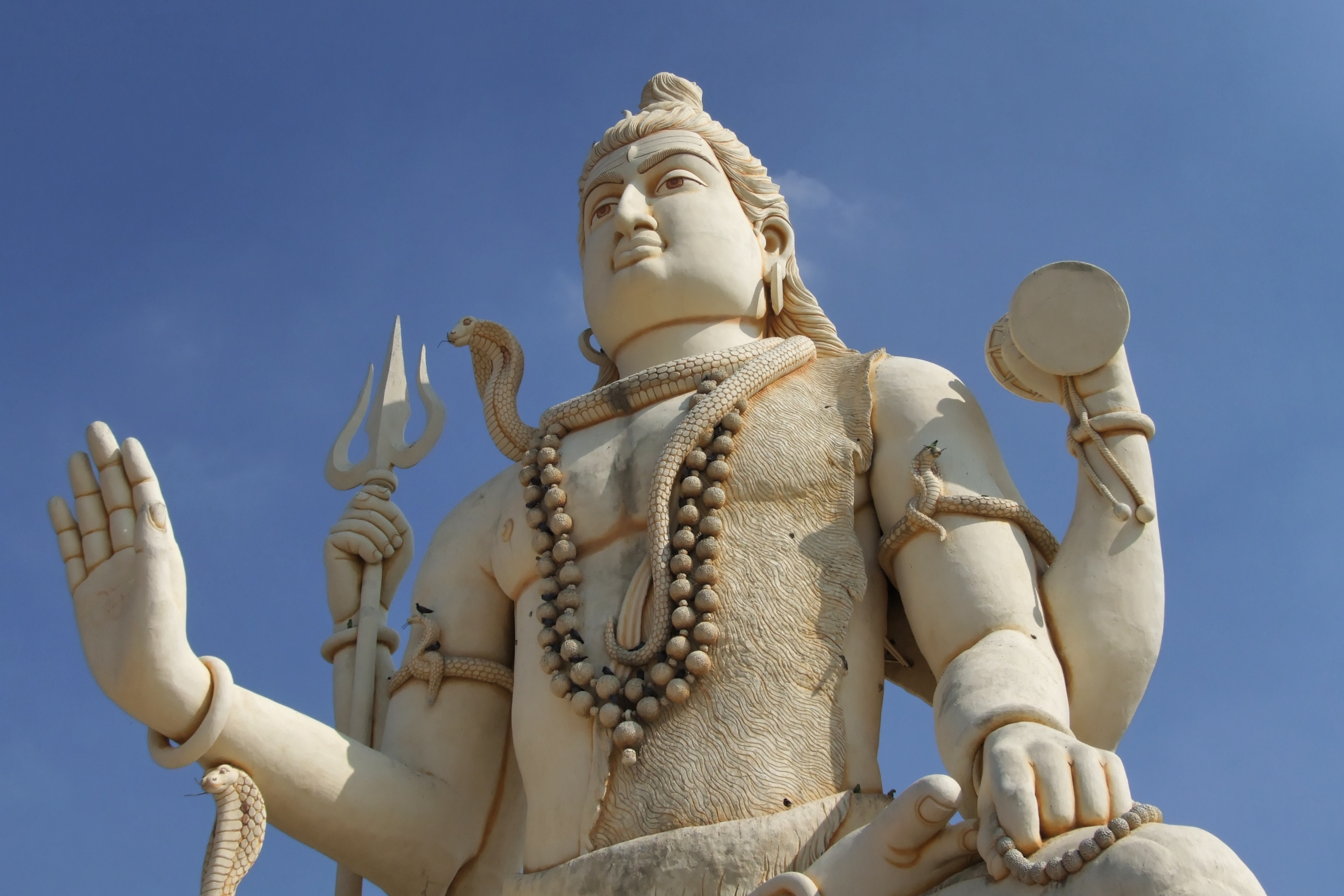
Neuzeitliche Statue Shivas, Gujarat. Um seinen Hals und Oberkörper windet sich die Schlange Vasuki, kleinere Schlangen umwinden Oberarme und Handgelenke.